# Salix taraikensis
Salix taraikensis är en videväxtart som beskrevs av Arika Kimura. Salix taraikensis ingår i släktet viden, och familjen videväxter.

## Underarter
Arten delas in i följande underarter:
- S. t. latifolia
- S. t. oblanceolata